# Catena Sylvester
La Catena Sylvester è una struttura geologica della superficie della Luna.